# Andrzej Kowalski (polityk)
Andrzej Kowalski (ur. 20 marca 1946 w Gdańsku) – polski działacz związkowy i socjalistyczny.

## Życiorys
Syn Franiszka i Anny. Od 1967 r. pracował jako lakiernik w Zakładach Zmechanizowanego Sprzętu Domowego Predom-Polar we Wrocławiu. Od sierpnia 1980 r. członek NSZZ „Solidarność”. W okresie stanu wojennego członek struktur konspiracyjnych, współpracownik Regionalnego Komitetu Solidarności (RKS). Od 1985 r. organizator samorządu pracowniczego w zakładzie (został wybrany na członka Rady Pracowniczej). Wyrokiem z dnia 24 lutego 1986 r. skazany 6 miesięcy pozbawienia wolności z zawieszeniem wykonania kary na 2 lata za rozpowszechnianie literatury związkowej.
Aktywny uczestnik Pomarańczowej Alternatywy. W 1987 r. współzałożyciel pierwszego na Dolnym Śląsku jawnego Komitetu Założycielskiego NSZZ „Solidarność”. Pod naciskiem SB wraz Krzysztofem Zadrożnym zwolniony z tego powodu dyscyplinarnie z pracy. Oficjalnym zarzutem było zorganizowanie wraz z Józefem Piniorem wiecu 31 sierpnia 1987 r. pod siedzibą zakładu (przywrócono go do pracy w 1989 r. na podstawie ustawy o abolicji).
W 1987 r. jeden z założycieli Polskiej Partii Socjalistycznej. Członek prezydium Rady Naczelnej PPS. Później członek Rady Naczelnej PPS-Rewolucja Demokratyczna. Wielokrotnie zatrzymywany i karany przez kolegium. Współpracownik pism „Nowa Lewica” i „Nasz Przegląd”.
Po 1990 r. członek NSZZ „Solidarność” w Polarze. Od 2006 r. na emeryturze. Obecnie przewodniczy Radzie Sekretariatu Emerytów i Rencistów NSZZ „Solidarność” Region Dolny Śląsk. Z racji tej funkcji wchodzi w skład zarządu Regionu oraz zasiadł w Radzie Krajowego Sekretariatu Emerytów i Rencistów Komisji Krajowej NSZZ „Solidarność”.